# Superbike
Superbike är en klass inom motorcykelsporten som körs med kraftigt modifierade gatcyklar och är en motsvarighet till bilarnas standardvagnsracing. 

## Regler
Motorcyklarna som används har motorer med max 1 000cc och ska vara homologiserade. Reglementen i olika länder samt EM och VM skiljer sig åt lite men motorcykeln ska ha samma utseende som standardmodellen, och motorblocket får inte ändras. Resten är i stort sett fritt fram att ändra på. Klassen är en populär reklamscen för tillverkarna där de kan visa upp sina produkter och vad de går för. 
Tidigare tappade VM lite av sin popularitet på grund av en del reglementesfördelar för modeller med två cylindrar, såsom Ducati, vilket gjorde att serien lite elakt kallas "Ducati cup" då de flesta stallen använde sig av detta märke. Reglementet har idag endast marginella skillnader i regelverket för olika cylindertal.

## Världsmästare i Superbike
| År   | Mästare             | Fabrikat                   | Tvåa                              | Trea                              |
| ---- | ------------------- | -------------------------- | --------------------------------- | --------------------------------- |
| 1988 | Fred Merkel         | Honda                      | Fabrizio Pirovano                 | Davide Tardozzi                   |
| 1989 | Fred Merkel         | Honda                      | Stephane Mertens                  | Raymond Roche                     |
| 1990 | Raymond Roche       | Ducati 851                 | Fabrizio Pirovano                 | Stephane Mertens                  |
| 1991 | Doug Polen          | Ducati 888                 | Raymond Roche                     | Rob Phillis                       |
| 1992 | Doug Polen          | Ducati 888                 | Raymond Roche                     | Rob Phillis                       |
| 1993 | Scott Russell       | Kawasaki Ninja ZX-7RR      | Carl Fogarty                      | Aaron Slight                      |
| 1994 | Carl Fogarty        | Ducati 916                 | Scott Russell                     | Aaron Slight                      |
| 1995 | Carl Fogarty        | Ducati 916                 | Troy Corser                       | Aaron Slight                      |
| 1996 | Troy Corser         | Ducati 916                 | Aaron Slight                      | John Kocinski                     |
| 1997 | John Kocinski       | Honda RVF750 (RC45)        | Carl Fogarty                      | Aaron Slight                      |
| 1998 | Carl Fogarty        | Ducati 916                 | Aaron Slight                      | Troy Corser                       |
| 1999 | Carl Fogarty        | Ducati 916                 | Colin Edwards                     | Troy Corser                       |
| 2000 | Colin Edwards       | Honda VTR-1000 SP1 (RC51)  | Noriyuki Haga                     | Troy Corser                       |
| 2001 | Troy Bayliss        | Ducati 998                 | Colin Edwards                     | Ben Bostrom                       |
| 2002 | Colin Edwards       | Honda VTR-1000 SP1 (RC51)  | Troy Bayliss                      | Neil Hodgson                      |
| 2003 | Neil Hodgson        | Ducati 999                 | Ruben Xaus                        | James Toseland                    |
| 2004 | James Toseland      | Ducati 999                 | Régis Laconi                      | Noriyuki Haga                     |
| 2005 | Troy Corser         | Suzuki GSX-R 1000 (Gixxer) | Chris Vermeulen (Honda Fireblade) | Noriyuki Haga                     |
| 2006 | Troy Bayliss        | Ducati 999                 | James Toseland (Honda Fireblade)  | Noriyuki Haga (Yamaha YZF-R1)     |
| 2007 | James Toseland      | Honda CBR1000RR            | Noriyuki Haga (Yamaha YZF-R1)     | Max Biaggi (Suzuki GSX-R1000 K7 ) |
| 2008 | Troy Bayliss        | Ducati 1098F08             | Troy Corser                       | Noriyuki Haga                     |
| 2009 | Ben Spies           | Yamaha YZF-R1              | Noriyuki Haga                     | Michel Fabrizio                   |
| 2010 | Max Biaggi          | Aprilia RSV4               | Leon Haslam                       | Carlos Checa                      |
| 2011 | Carlos Checa        | Ducati 1098R               | Marco Melandri                    | Max Biaggi                        |
| 2012 | Max Biaggi          | Aprilia RSV4               | Tom Sykes                         | Marco Melandri                    |
| 2013 | Tom Sykes           | Kawasaki ZX-10R            | Eugene Laverty                    | Sylvain Guintoli                  |
| 2014 | Sylvain Guintoli    | Aprilia RSV4               | Tom Sykes                         | Jonathan Rea                      |
| 2015 | Jonathan Rea        | Kawasaki ZX-10R            | Chaz Davies                       | Tom Sykes                         |
| 2016 | Jonathan Rea        | Kawasaki ZX-10R            | Tom Sykes                         | Chaz Davies                       |
| 2017 | Jonathan Rea        | Kawasaki ZX-10R            | Chaz Davies                       | Tom Sykes                         |
| 2018 | Jonathan Rea        | Kawasaki ZX-10R            | Chaz Davies                       | Michael van der Mark              |
| 2019 | Jonathan Rea        | Kawasaki ZX-10R            | Álvaro Bautista                   | Alex Lowes                        |
| 2020 | Jonathan Rea        | Kawasaki ZX-10R            | Scott Redding                     | Chaz Davies                       |
| 2021 | Toprak Razgatlıoğlu | Yamaha VZF R1              | Jonathan Rea                      | Scott Redding                     |
| 2022 | Álvaro Bautista     | Ducati Panigale VR4        | Toprak Razgatlıoğlu               | Jonathan Rea                      |
| 2023 | Álvaro Bautista     | Ducati Panigale VR4        | Toprak Razgatlıoğlu               | Jonathan Rea                      |
| 2024 | Toprak Razgatlıoğlu | BMW M1000RR                | Nicolo Bulega                     | Álvaro Bautista                   |
| 2025 |                     |                            |                                   |                                   |